# José Horacio Rodríguez
José Horacio Rodríguez Grullón (23 de agosto de 1988) es un abogado y político dominicano. Es miembro fundador del partido político Opción Democrática.

## Formación académica
En enero de 2012 obtuvo el título de licenciado en Derecho Magna Cum Laude por la Pontificia Universidad Católica Madre y Maestra (PUCMM). Más tarde, en 2013, alcanzó el máster en Derecho Público, mención Derecho Administrativo, por la Universidad Complutense de Madrid.

## Trayectoria política
En 2015, fundó junto a Minou Tavárez Mirabal el partido Opción Democrática, ocupando el cargo de secretario general.
Rodríguez fue diputado por la circunscripción 1, Distrito Nacional, capital de la República Dominicana en el periodo legislativo 2020-2024.
Formó parte de seis comisiones de trabajo en su primer periodo legislativo en el Congreso Nacional de la República Dominicana: comisión de justicia, comisión de medio ambiente, comisión de trabajo, comisión de desarrollo humano, comisión bicameral sobre proyectos del código penal y la comisión sobre proyectos de ley de ordenamiento territorial, uso de suelo y asentamiento humano.
En este mismo periodo depositó varios proyectos de ley: Ley de declaración jurada de bienes de funcionarios públicos, Ley de licencia de paternidad por 21 días y la prohibición del matrimonio infantil, esta última aprobada en enero de 2021.
Es el primer político dominicano que al terminar su campaña electoral rindió cuenta de los fondos utilizados.
Representó a la República Dominicana en el Foro Parlamentario Regional para la Prevención de Embarazo y Matrimonio Infantil llevado a cabo en Santiago de Chile del año 2022 .[cita requerida]

## Vida personal
Es el nieto de José Horacio Rodríguez Vásquez, comandante del desembarco de Maimón y Estero Hondo del 14 y 20 de junio de 1959, una de las expediciones que contribuyó al derrocamiento de Rafael Leónidas Trujillo en 1961.